# ISG20
ISG20‏ (Interferon stimulated exonuclease gene 20) هوَ بروتين يُشَفر بواسطة جين ISG20 في الإنسان.